# Olympia Stadium
El Olympia Stadium, más conocido como Detroit Olympia, apodado "The Old Red Barn" (el viejo granero rojo) fue un pabellón polideportivo que estaba situado en la ciudad de Detroit (Míchigan), en los Estados Unidos de América. Fue construido en 1927 y demolido en 1986. Fue la sede entre 1927 y 1979 del equipo de hockey sobre hielo de la NHL de los Detroit Red Wings (bajo las denominaciones de Cougars, Falcons y Red Wings), y del equipo de la NBA de los Detroit Pistons, entre 1957 y 1961. Tenía una capacidad para 16 700 espectadores.

## Historia
Fue inaugurado el 15 de octubre de 1927, con la celebración de un rodeo. Cuando se construyó fue la mayor pista polideportiva de Estados Unidos. Al poco tiempo de su inauguración, se convirtió en la sede de los Detroit Cougars, hoy conocidos como Red Wings de hockey sobre hielo. El primer partido se disputó el 22 de noviembre de 1927 ante los Ottawa Senators.
Además de a los Red Wings, el Olympia fue también la sede en los años 30 del equipo de los Detroit Olympians de las ligas menores de hockey, y entre 1957 y 1961 albergó los partidos de los Detroit Pistons de la NBA. Además, acogió infinidad de veladas de boxeo, como el 5 de febrero de 1943, cuando Jake LaMotta propinó a Sugar Ray Robinson su primera derrota como profesional. Fue también el lugar donde debutó como profesional Joe Louis, ganando por K.O. en el primer asalto a Stanley Evans.
A mediados de los años 70, los Red Wings consideraron seriamente la posibilidad de trasladarse a los alrededores de Detroit, especialmente después de que los Detroit Lions de la NFL se movieran al Pontiac Silverdome en 1975. El 15 de diciembre de 1979, los Red Wings jugaron en el Olympia su último partido, empatando a 4 contra Quebec Nordiques. Fue demolido en septiembre de 1986, y el equipo de hockey se instaló en el Joe Louis Arena, un pabellón con capacidad para 20.066 espectadores.

## Eventos
En el año 1959 se celebró en el Olympia el All-Star Game de la NBA. Además, fue la sede de la Frozen Four de la NCAA (el equivalente a la Final Four en hockey universitario) en 1977 y en 1979.
En lo que se refiere a las actuaciones musicales, por allí pasaron artistas como The Beatles, Led Zeppelin, Elvis Presley, The Rolling Stones, Frank Sinatra y The Monkees. 